# Мальцевский сельский совет (Козельщинский район)
Мальцевский сельский совет (укр. Мальцівська сільська рада) — входит в состав
Козельщинского района
Полтавской области
Украины.
Административный центр сельского совета находится в 
с. Мальцы.

## Населённые пункты совета
- с. Мальцы
- с. Улиновка